# Psalm 100
Psalm 100 (nach griechischer und lateinischer Zählung Psalm 99) aus dem Buch der Psalmen gehört als Mismor le-Toda (hebräisch מִזְמוֹר לְתוֹדָה; dt. „Psalm zum Dankbekenntnis“) zusammen mit weiteren Psalmen (Psuke desimra) zum täglichen jüdischen Morgengebet.
Im (west-)kirchlichen Kontext ist er aufgrund der ersten Worte des eigentlichen Psalms in der lateinischen Bibelübersetzung (Vulgata) auch unter der Bezeichnung Jubilate Domino bekannt.

## Text und Übersetzung
| מִזְמוֹר לְתוֹדָה: הָרִיעוּ לַיהוָה, כָּל-הָאָרֶץ | “ |

| עִבְדוּ אֶת-יְהוָה בְּשִׂמְחָה; בֹּאוּ לְפָנָיו, בִּרְנָנָה | “ |

| דְּעוּ-- כִּי יְהוָה, הוּא אֱלֹהִים; הוּא-עָשָׂנוּ, ולא (וְלוֹ) אֲנַחְנוּ-- עַמּוֹ, וְצֹאן מַרְעִיתוֹ | “ |

| בֹּאוּ שְׁעָרָיו, בְּתוֹדָה--חֲצֵרֹתָיו בִּתְהִלָּה; הוֹדוּ-לוֹ, בָּרְכוּ שְׁמוֹ | “ |

| כִּי-טוֹב יְהוָה, לְעוֹלָם חַסְדּוֹ; וְעַד-דֹּר וָדֹר, אֱמוּנָתוֹ | “ |

## Liturgische Verwendung

### Judentum
Psalm 100 bildet im Judentum einen Bestandteil des täglichen Gebets, als Teil des Dankbekenntnisses in Psuke desimra, außer am Schabbat und Festtagen (Jom Tow), am Vorabend von Jom Kippur (Erew Jom Kippur) und Pesach sowie an Chol Hamo'ed Pessach (die sog. Halbfeiertage während des Pessach-Festes). Psalm 100 ist, laut einiger Interpretationen, beispielhaft für das Dankbekenntnis, das Gott dafür dankt, vor den alltäglichen Gefahren geschützt zu werden. Das Gebet soll sowohl Dank als auch Schuld des Betenden verdeutlichen.

### Christentum
Nach der aktuellen evangelischen Perikopenordnung wird Psalm 100 am 2. Sonntag nach dem Christfest gelesen.

## Kirchenmusikalische Rezeption
Der 100. Psalm ist die Grundlage für das Lied Nun jauchzt dem Herren, alle Welt von David Denicke aus dem Jahr 1646.
Weitere bekannte Vertonungen stammen von Heinrich Schütz (Jauchzet dem Herren, alle Welt), Georg Friedrich Händel (O be joyful in the Lord, Chandos Anthem Nr. 1, 1717/18), Felix Mendelssohn Bartholdy (Jauchzet dem Herrn, alle Welt) sowie von Max Reger (Der 100. Psalm, op. 106, 1908/09). Im angelsächsischen Kirchengesang ist die Version All people that on earth do dwell populär.